# برار
بِرَار أو وِدَرْبَهَ (بالمراثية: विदर्भ؛ تُلفظ: ڤِدَرْبَهَة) هي منطقة جُغرافيَّة تاريخيَّة تقع شرق ولاية مهارشترة في الهند، وتشتملُ على ناحيتيّ «إمراوتي» و«نَغْفُور» من الولاية المذكورة. تحتل هذه المنطقة ما نسبته 31.6% من إجمالي مساحة الولاية، وتحتضن قُرابة 21.3% من مُجمل سُكَّانها. يحُدُّها شمالًا ولاية مدهية بَرديش، وجَتِشْغار شرقًا، وتلنغانة جنوبًا، ومنطقتيّ مراتھوارة وأُتَر مهارشترة غربًا. أكبر مُدُنها نَغْفُور، تليها إمراوتي ثُمَّ أكولة ثُمَّ شاندرافور ثُمَّ گوندية. أغلب أهالي المنطقة يتحدثون اللهجتين «الوَرْهَدِيَّة» و«الزاديَّة»، وهي من اللهجات المراثيَّة.